# Marjaanankari
Marjaanankari är en ö i Finland. Den ligger i sjön Hauhonselkä och i kommunen Tavastehus i den ekonomiska regionen  Tavastehus ekonomiska region  och landskapet Egentliga Tavastland, i den södra delen av landet, 110 km norr om huvudstaden Helsingfors. Öns största längd är 20 meter i sydöst-nordvästlig riktning.